# Coupe de France de rugby à XIII 2010-2011
Navigation
Édition précédente Édition suivante
La Coupe de France de rugby à XIII 2011 est organisée durant la saison 2010-2011. La compétition est à élimination directe. L'édition est remportée par le FC Lézignan, qui remporte là son cinquième titre en conservant le trophée Lord Derby.

## Calendrier
| Tour                                           | Nom                                       | Dates retenues                                  | Équipes participantes | Équipes gagnantes |
| Épreuve éliminatoire                           |                                           |                                                 |                       |                   |
| Entrée des clubs d'Élite 2 et des clubs de DN1 |                                           |                                                 |                       |                   |
| 1                                              | Premier tour                              | dimanche 12 décembre 2010                       | 10                    | 5                 |
| Entrée des clubs d'Élite 1                     |                                           |                                                 |                       |                   |
| 2                                              | Huitièmes de finale                       | samedi 29 janvier 2016 dimanche 30 janvier 2011 | 16                    | 8                 |
| 3                                              | Quarts de finale                          | dimanche 20 février 2011                        | 8                     | 4                 |
| 4                                              | Demi-finales                              | dimanche 27 mars 2011                           | 4                     | 2                 |
| 5                                              | Finale - Stade Albert Domec (Carcassonne) | samedi 16 avril 2011                            | 2                     | 1                 |

## 1ertour- 12 décembre 2010
Le club d'Albi est excepté de ce premier tour.
Légende : (1) Elite 1, (2) Elite 2 , (3) DN.
|  | Réalmont (3) | 26 - 34 | (2) Toulouse Broncos |  |
|  |              |         |                      |  |
|  |              |         |                      |  |

|  | La Réole (3) | 24 - 16 | (2) Cavaillon |  |
|  |              |         |               |  |
|  |              |         |               |  |

|  | Lyon-Villeurbanne (2) | 24 - 22 | (2) Lescure |  |
|  |                       |         |             |  |
|  |                       |         |             |  |

|  | Entraigues (2) | 34 - 29 | (2) Villefranche |  |
|  |                |         |                  |  |
|  |                |         |                  |  |

|  | Baho (2) | 42 - 20 | (2) Palau |  |
|  |          |         |           |  |
|  |          |         |           |  |

## Huitièmes de finale - 29-30 janvier 2011
Légende : (1) Elite 1, (2) Elite 2 , (3) DN.
|  | Carcassonne (1) | 12 - 24 | (1) Lézignan |  |
|  |                 |         |              |  |
|  |                 |         |              |  |

|  | La Réole (3) | 6 - 66 | (1) Montpellier |  |
|  |              |        |                 |  |
|  |              |        |                 |  |

|  | Entraigues (2) | 22 - 26 | (1) Saint-Gaudens |  |
|  |                |         |                   |  |
|  |                |         |                   |  |

|  | Avignon (1) | 44 - 2 | (1) Villeneuve-sur-Lot |  |
|  |             |        |                        |  |
|  |             |        |                        |  |

|  | Baho (2) | 14 - 54 | (1) Pia |  |
|  |          |         |         |  |
|  |          |         |         |  |

|  | Albi (2) | 28 - 16 | (2) Lyon-Villeurbanne |  |
|  |          |         |                       |  |
|  |          |         |                       |  |

|  | Toulouse Broncos (2) | 0 - 58 | (1) Limoux |  |
|  |                      |        |            |  |
|  |                      |        |            |  |

|  | Carpentras (1) | 12 - 46 | (1) Union Treiziste Catalane |  |
|  |                |         |                              |  |
|  |                |         |                              |  |

## Quarts de finale - 20 février 2011
Légende : (1) Elite 1, (2) Elite 2 , (3) DN.
|  | Lézignan (1) | 40 - 14 | (1) Saint-Gaudens |  |
|  |              |         |                   |  |
|  |              |         |                   |  |

|  | Pia (1) | 40 - 12 | (1) Avignon |  |
|  |         |         |             |  |
|  |         |         |             |  |

|  | Albi (2) | 12 - 56 | (1) Montpellier |  |
|  |          |         |                 |  |
|  |          |         |                 |  |

|  | Union Treiziste Catalane (1) | 36 - 22 | (1) Limoux |  |
|  |                              |         |            |  |
|  |                              |         |            |  |

## Demi-finales - 27 mars 2011
Légende : (1) Elite 1, (2) Elite 2 , (3) DN.
|  | Lézignan (1) | 18 - 16 | (1) Union Treiziste Catalane |  |
|  |              |         |                              |  |
|  |              |         |                              |  |

|  | Montpellier (1) | 30 - 42 | (1) Pia |  |
|  |                 |         |         |  |
|  |                 |         |         |  |

## Finale - 16 avril 2011
(mt : 6 - 11)
- Homme du match : Neal Wyatt

Points marqués :

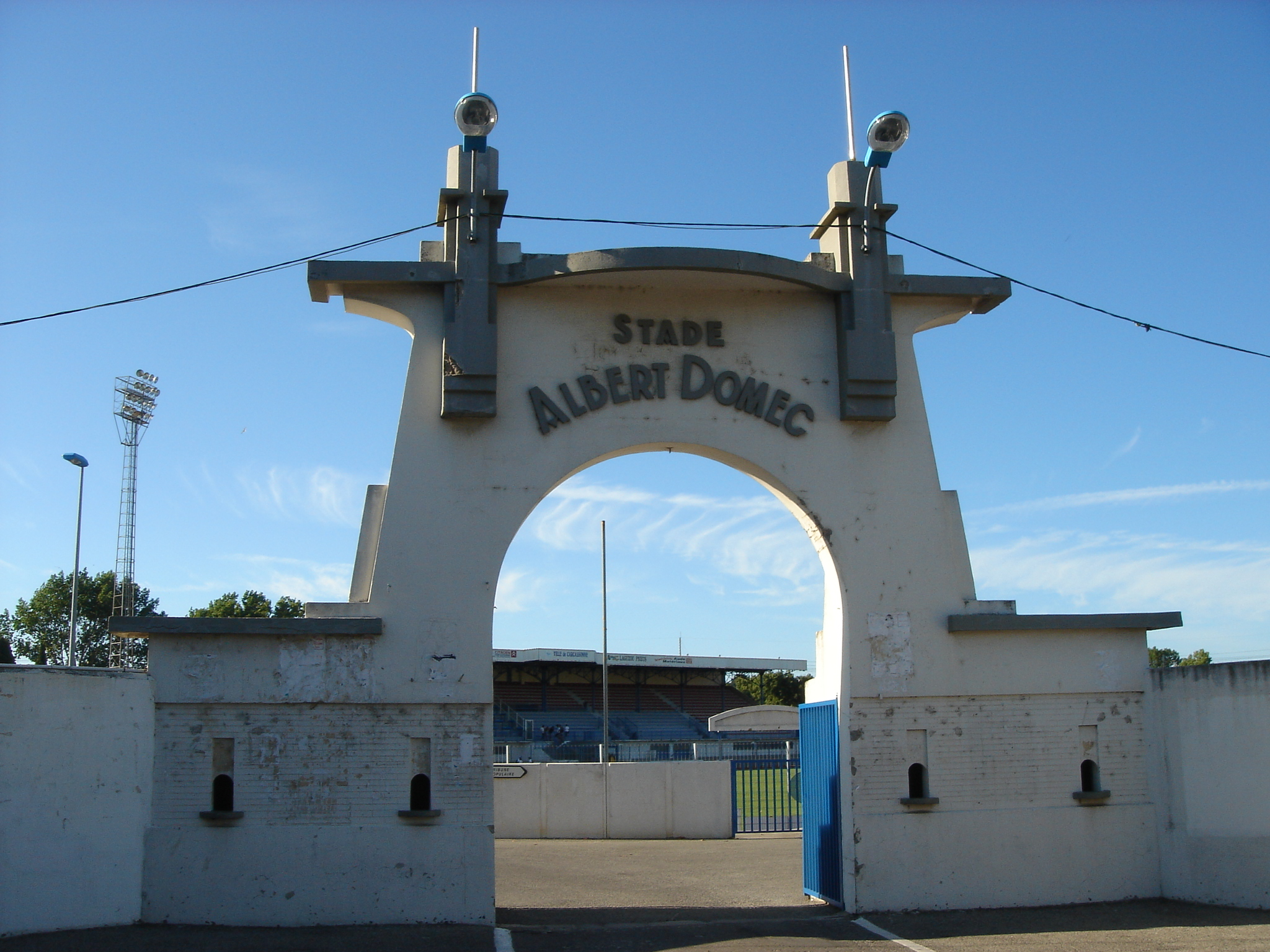
Le Stade Albert Domec de Carcassonne accueille la finale.

- Lézignan :  5 essais de Piquemal (38e, 73e, 77e), Leuluai (49e), Mullane (63e) ; 4 transformations de Tribillac (38e, 49e) et Wynn (63e, 77e)
- Pia : 3 essais de Grésèque (10e, 44e), Ambert (31e), 2 transformations de Cermeno (10e, 44e), 1 drop de Grésèque (5e)

Évolution du score : 0-6, 0-7, 0-11, 6-11, 6-17, 12-17, 18-17, 22-17, 28-17
Arbitre : Mohamed Drizza
Spectateurs : 5 350
Composition des équipes :
- Lézignan : Tony Duggan - Nicolas Piquemal, Florian Quintilla, Cédric Bringuier, Fabien Poggi - Jye Mullane, Nathan Wynn - Charly Clottes, Andrew Bentley, Pierre Nègre, Franck Rovira (c), Mathieu Albérola, Mathieu Griffi - Aurélien Bourrel, Philip Leuluai, Julian Bousquet, Michaël Tribillac - Entraîneur : Aurélien Cologni
- Pia : Anthony Carrère - Thomas Ambert, Andreas Bauer, Kevin Kingston, Frédéric Cermeno  - Maxime Grésèque (c), Christophe Moly - Neal Wyatt, Ben Vaeau , Nabil Djalout, Unaloto Lamelangi, Kane Bentley, Arty Shead - Marc Janicot, Alexis Albérola, Anthony Léger, John Boudebza - Entraîneurs : Benoît Albert et Patrick Albérola

## Synthèse

### Nombre d'équipes par division et par tour
| Divisions / Manches | 1er tour | Huitièmes de finale | Quarts de finale | Demi-finales  | Finale        |
| ------------------- | -------- | ------------------- | ---------------- | ------------- | ------------- |
| Élite 1 9 clubs     | absents  | 9                   | 7                | 4             | 2             |
| Élite 2 9 clubs     | 8        | 6                   | 1                | aucune équipe | aucune équipe |
| DN1 2 clubs         | 2        | 1                   | aucune équipe    | aucune équipe | aucune équipe |

### Clubs éliminés par des clubs de division inférieure
| Club vainqueur | Club perdant   | Tour     |
| -------------- | -------------- | -------- |
| La Réole (DN1) | Cavaillon (E2) | 1er tour |